# Bin-Atay-See
Der Bin-Atay-See (arabisch بحيرة بن اعتي Buhairat bin Aʿtai) ist ein kleiner See in einer unbewohnten Oase im Erg Ubari im Munizip Wadi al-Haya in der libyschen Region Fessan.

## Geographie
Der See ist circa 500 m lang und maximal 300 m breit. Er hat eine Fläche von 10 ha und liegt in einer etwa 80 m tiefen Südwest-Nordost gerichteten Senke, die allseits von Sanddünen umgeben ist. Seine Ufer sind von einem schmalen Saum aus Palmen und Gebüsch umgeben.

## Verkehrswege
Am Nordufer befinden sich mehrere Sandpisten.